# ネオジオCD
ネオジオCD（NEOGEO CD）は、エス・エヌ・ケイが1994年9月9日に発売した家庭用ゲーム機。NGCDと略記される。標準価格は49,800円（税別）。キャッチコピーは「CDで遊べるネオジオ、誕生。」「ゲームをしよう、ネオジオCD。」。
家庭用ネオジオが大容量のROMカセットを採用しており、1994年当時3万円以上で高価であった。カセット価格が高いというユーザーの意見を考慮し、ソフトの価格を下げるためゲームの供給媒体を安価なCD-ROMにしたモデルである。ネオジオCDでもアーケードのゲームがほぼそのまま遊べることをアピールしたため、ライトユーザーへの普及が期待されたが、数分におよぶロード時間が不評であり、ネオジオよりも早期に販売を終了した。
なお、改良機種であるネオジオCD-Zに関しても本項で述べる。

## 沿革
- 1994年
  - 6月2日 - ネオジオCDを価格49,800円で発売することを発表[2]。東京おもちゃショーに出展[3]。
  - 7月から8月 - 飛行船を使用して発売をアピール[4]。
  - 7月11日 - 流通業者を対象にした展示会を開催[5]。
  - 9月9日 - 初回ロット分限定、フロントローディング型のネオジオCD発売。
  - 10月14日 - 18日まで台湾の台中世界貿易センターで台湾国際電子遊戯機産業展のイベントが行われた時にネオジオCD薄型版やゲームソフトと同時に本機を出展[6]。
  - 11月2日 - トップローディング型のネオジオCD発売。
- 1995年
  - 9月13日 - この日までに30万台を出荷[7]。
  - 12月12日 - 2倍速のドライブを搭載し、本体サイズの小型化を図った改良型「ネオジオCD-Z」を発売することを発表[8]。
  - 12月29日 - ネオジオCD-Z発売

## ハードウェア

### ネオジオCD

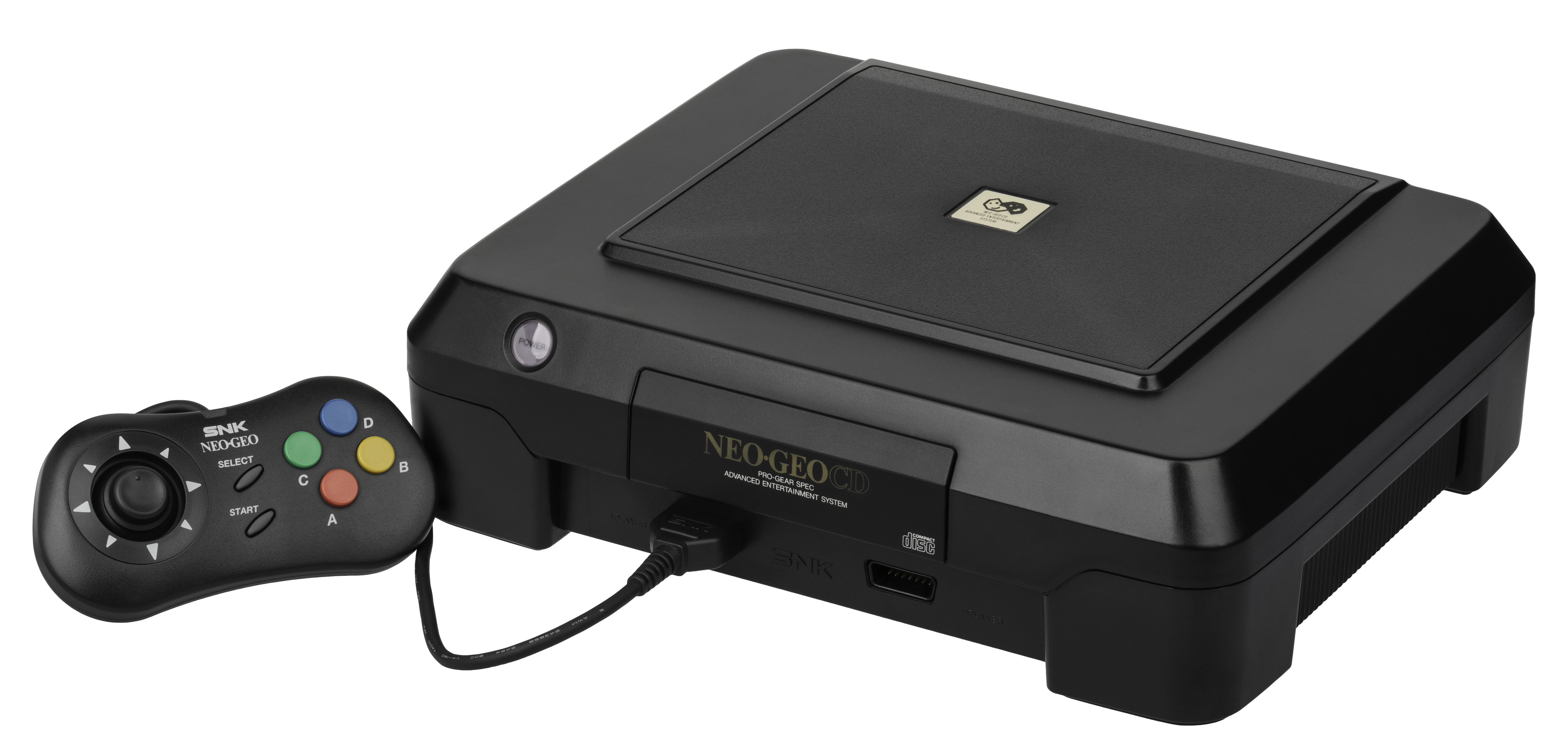
ネオジオCD(初期型)

初回ロット限定でディスク挿入がフロントローディング型となっており、11月2日発売分以降はモデルチェンジされて本体デザインも変わった。開閉に電力を伴わないトップローディング型が販売された。
ネオジオとはコントローラー以外に互換性はなく、CD-ROM専用の家庭用ハードとなった。起動画面はネオジオとMulti Video System（業務用・アーケード用ネオジオ。以下MVS）はどちらも共通している画面を採用していたのに対し、本機は独自のものを採用した。
ゲーム中のセーブデータは本体の内蔵メモリ領域に保存されるようになり、家庭用ネオジオや一部のMVSで使用されていたPCカードのスロットは備えられていない。そのため、これらの基板（ハード）とのセーブデータの互換性はない。
当時としては大容量の7MB（56Mbit）のD-RAMを本体に搭載した。56Mbitの数値は、当時の次世代機のD-RAMと比較をすれば約3倍～4倍に相当する。アーケードゲームをそのまま家庭に移行するという本来の姿勢を貫く事を目的として32ビットのCPUではなく56MbitのD-RAMを選択したと言われている。しかしSNKはコンシューマーだからといって決して妥協を許さないポリシーを持っていた。

### ネオジオCD-Z

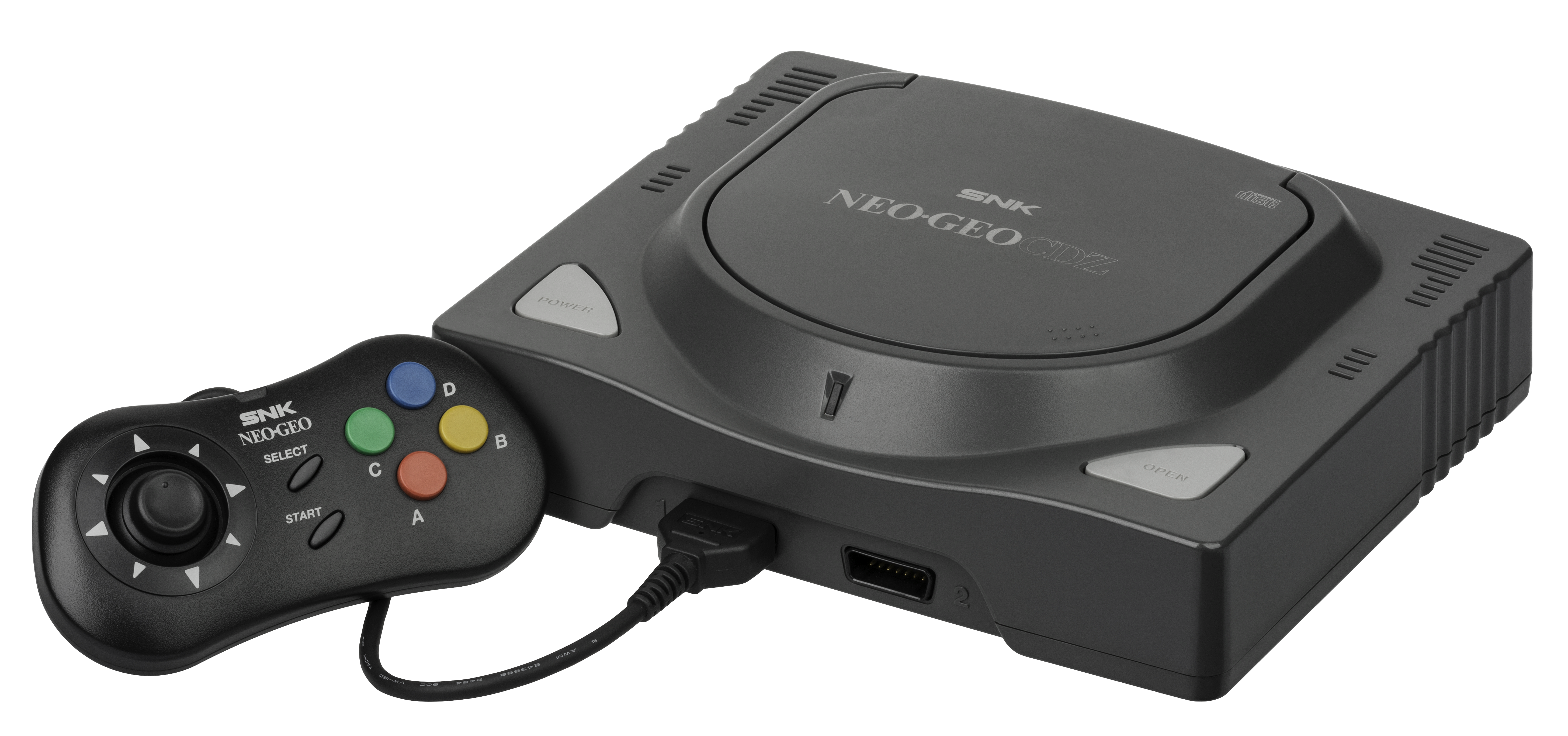
ネオジオCD-Z

翌年の1995年12月29日には、2倍速のドライブを搭載し本体サイズの小型化を図った改良型である「ネオジオCD-Z（-ゼット）」（NEOGEO CDZ）が発売された。標準価格は39,800円。略称はCD-Z、CDZ、NCDZ、NGCDZなど。ディスクトレイは後期出荷以降の通常版のネオジオCD同様、トップローディング方式が採用された。起動画面はネオジオCDとは別のものが採用された。キャッチコピーは「極めろ！Z」。

### 仕様
CPUは家庭用ネオジオと同じである。
- 主プロセッサ - 16ビットCPUのMC68000 12MHzで作動
  - 68000 CPUはモトローラによって設計されたが、多くのセカンドソースがネオジオのハードウェア上で見つかる。最も一般的なCPUは東芝によって生産されたTMP68HC000である。これは本質的にはモトローラ 68000 のセカンドソースである。
- 副プロセッサ: ザイログ Z80 4MHzで作動
- スクリーン上の同時発色数 - 4,096色
- 表示可能な発色数 - 65,536色中3,840色(15色パレット*256個)
- 解像度 - 304 x 224
- 最大スプライト - 380
- スプライトサイズ - 1 x 2 ～ 16 x 512
- キャラクター容量 - 64 Mbit
- 最大背景画面数 - 3画面
- サウンド機能 - CD-DA1音・ADPCM 6音・PSG 3音・FM 4音・ノイズ 1音
  - サウンドチップはネオジオと同じYM2610であるが、周波数可変のADPCM-Bチャネルが無効化されており、ADPCM発音数が1音少なくなっている。このためネオジオCDゲームではCD-DAをBGMとして採用せざるを得なかったが、付加価値としてアレンジBGMを採用しているゲームもある。

## 周辺機器

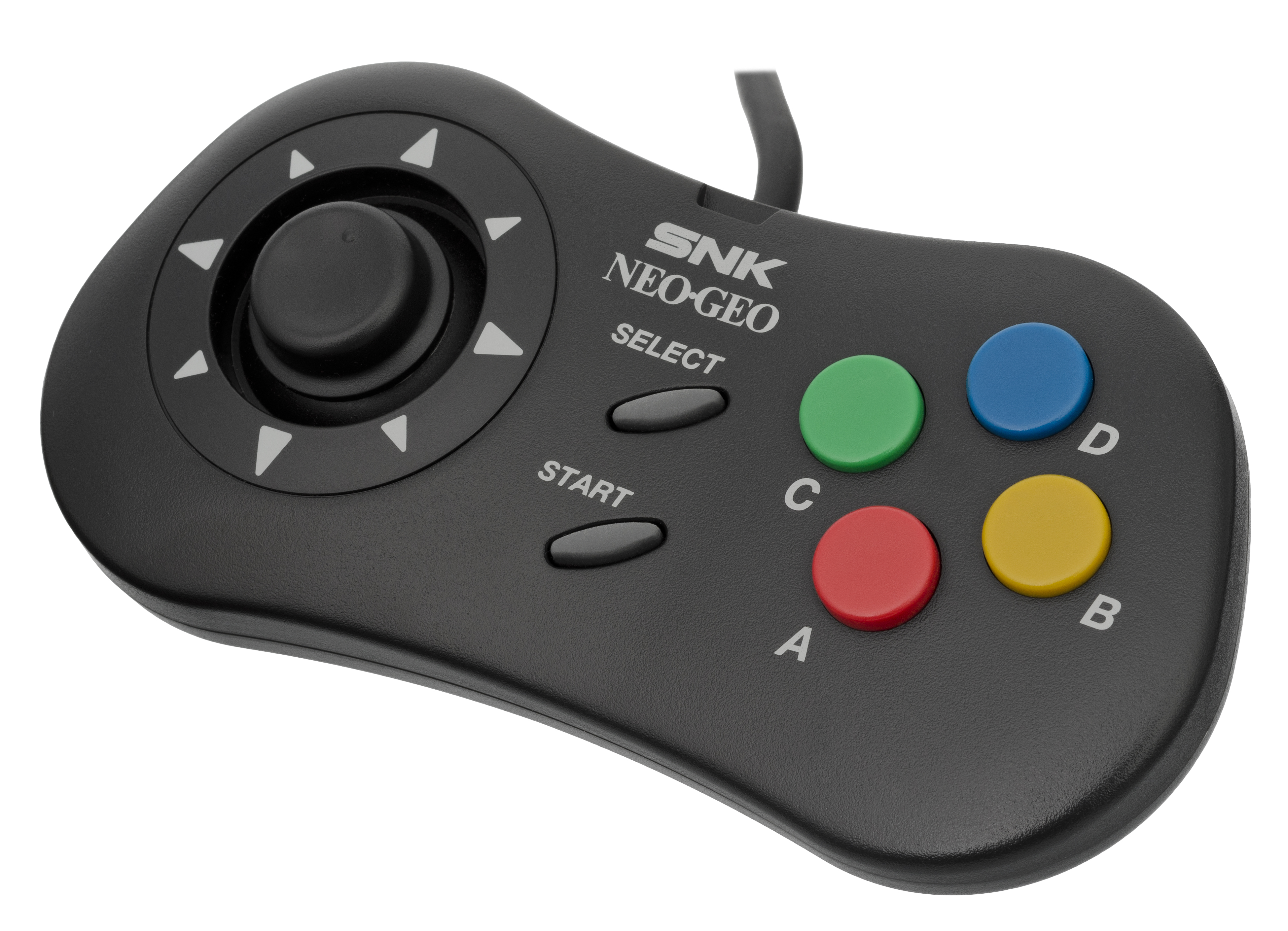
コントローラ
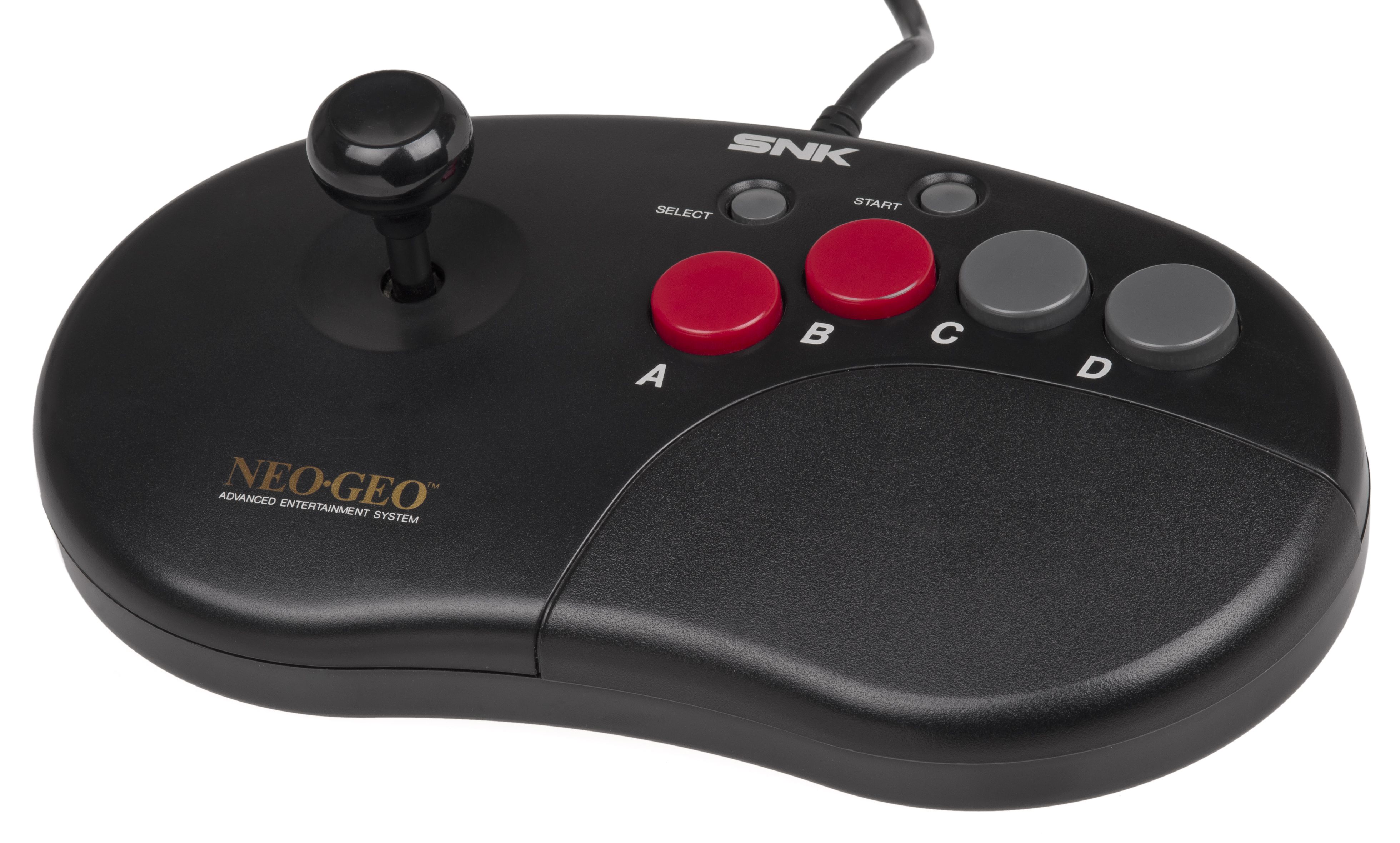
ネオジオCDコントローラープロ

コントローラー類など、一部は家庭用ネオジオ（ロムカセット版）や業務用ネオジオであるMVSでも使用可能。
- ネオジオCDコントローラー
- ネオジオCDコントローラープロ
- ステレオAVケーブルセット
- RFコンバータ FCG-8
- RGBケーブル FCG-9
- ACアダプタ POW-CD-J
- XNEO-1（電波新聞社製品）

### コントローラー
付属のコントローラーは、家庭用ネオジオ（ロムカセット版）のジョイスティックからパッドに変更されている。このパッドの方向キー部分の構造は、それまでの家庭用ゲーム機で採用されてきた十字キーとは異なり、キーを押さえている指を入力方向へスライドさせるものである。対戦型格闘ゲームが多い本機において、十字キーよりも必殺技などのコマンド入力が行いやすい意匠である。
本機に搭載されているコントローラー端子は、家庭用ネオジオ（ロムカセット版）や一部の対応しているMVS基板・筐体に搭載されているものと同じであるため、本機付属のパッド型コントローラーを前述の家庭用ネオジオや一部の対応MVSにそのまま接続して使い回せる。また逆に、家庭用ネオジオに付属・別売のジョイスティック型コントローラーを本機に接続することも可能である。これら各ネオジオ系ハード付属の各コントローラーとは別に、先程までのネオジオ系全3機種に対応した「ネオジオコントローラープロ」という、小型サイズの機体のジョイスティック型コントローラーも別売で発売された。

## ソフトウェア

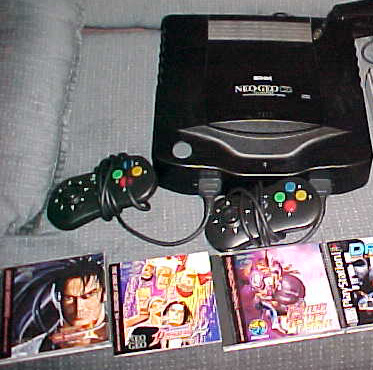
本体と付属コントローラ、各ソフト

ローンチタイトルは『餓狼伝説』や『龍虎の拳』など、それまでにネオジオ/MVSで発売されたタイトルの移植版が19本であった。
ネオジオCD独自の要素としては、ネオジオCDでのみ発売されたオリジナルタイトル、CD-DAによるアレンジBGMの収録、家庭用ネオジオやMVSには無いギャラリーモードの追加要素を収録したり一部のバグの修正やバランス調整を施したタイトルがあった。CD-DAがCDメディアの容量の大部分を占めているためBGM数が多い『ザ・キング・オブ・ファイターズ』シリーズなどではステージ曲がかなり短く収録されるなど容量不足となっていった。
また長大なロード時間を短縮するため、1994年11月以降にリリースされたソフトウェアの中には、ネオジオCD用にキャラクターや背景のアニメーションパターンが削減されているタイトルやデモムービーを省略して遊べる簡易モードを用意したタイトルも見られた。また、起動時にすべてのロードを済ませ、ゲーム中には一切ロードを挟まないタイトルもいくつか見られた。これらは主に、容量が48Mbit以下のネオジオ初期のソフトが該当する。本体RAM（56 Mbit）より少ないのは、本体RAMの全てをゲームソフトのデータで使っている訳ではないためである。また、『餓狼伝説』、『ワールドヒーローズ』など、48 Mbit以上100 Mbit以下のソフトでも一括でロードが可能なものもあった。
ロムカセット版よりも早い、1999年に発売された『ザ・キング・オブ・ファイターズ'99』をもってネオジオCDへのソフト供給は終了した。最終的に初回版・通常版両方込みで99本が発売された。

## CM
発売当時のTVCMキャラクターは俳優の地井武男と、当時同じく俳優としても活動していた千葉麗子が務めた。

## 評価
CD-ROMを採用したことでソフトの価格が48,000円から8,800円までとなり、ネオジオよりも安価に遊ぶことができた。
しかしネオジオCDに関しては等速ドライブを採用したため、倍速ドライブを採用したセガサターンやPlayStation以上にディスク読み込み時間が長くかかることで、ユーザーから「ローディングが遅くて待たされる」「シーンの切り替えのたびにいちいちデータ読込みでロードする」と不評であった。特に当時ネオジオ人気を大きく牽引していた対戦型格闘ゲームでは、キャラ選択からプレイ開始まで30秒から1分程度のロード時間が当たり前であり、中にはロード時間が3分を超えるタイトルもあった。このことがネオジオCDの売り上げ不振と失敗の一因となった。
ネオジオCD-Zでは2倍速ドライブに変更したおかげで、読込速度には若干の改善はあったものの、ディスクメディア採用ハードでは避けられないロード時間が存在することには変わりなく、待ち時間皆無のロムカセット版と比較した際の評判が大きく改善されることはなかった。加えてネオジオCDへ移植される元のMVSやネオジオでリリースされるタイトルの容量も、表現や開発技術の向上に伴って年々膨れ上がり、ロムカセットを採用したMVSとネオジオは影響はなかったものの、ネオジオCDはその膨大化がロードの回数と時間の増加に拍車をかけた。
リリースしたソフトも、その多くはMVSやネオジオからの移植であり、ネオジオCDのオリジナルのソフトがほとんど存在しなかったことから、同時期に発売された競合機であるPlayStationやセガサターンなどのCD-ROMゲーム機にはソフトの豊富さでは太刀打ちできなかった。
本体発売前のアーケード版ほぼそのままというアピールに反し、実際は本体発売からほぼ2か月後の1994年11月に発売された『ザ・キング・オブ・ファイターズ'94』を皮切りに、主に格闘ゲームにおいてロード時間の短縮を目的としたゲーム性に影響しない部分のデータ削減が行われ、いわゆる劣化移植が始まっている。